# چن فیک
چن فیک (انگلیسی: Chen Fake؛ 
۱۸۸۷
–
۱۹۵۷ (۶۹−۷۰ سال)
) استادبزرگ هنرهای رزمی اهل چین بود. او در سال ۱۸۸۷ در روستای چن، واقع در شهرستان ون استان هه‌نان زاده شد. این روستا از زمان تأسیس خود در سال ۱۳۷۴ میلادی، شهرت دیرینه‌ای در زمینه هنرهای رزمی داشت.
وی بنیان‌گذار تای چی چوان سبک چن محسوب می‌شود.